# Wahhab Hassoo
Wahhab Hassoo (Sinjar, 1995) is een Nederlands Jezidisch activist, model en politicoloog.

## Biografie
Na de terugtrekking van de Amerikaanse troepen uit Irak tussen 2009 en 2011 kwam het gezin Hassoo in 2012 als vluchtelingen naar Nederland.
In Nederland werd Hassoo bekend als pleitbezorger van de Jezidi-gemeenschap, die onderworpen werd aan genocide en andere gruweldaden door ISIS, waaronder de ontvoering en slavernij van duizenden Jezidi-vrouwen en -meisjes. Hij is medeoprichter van NL Helpt Yezidis, een in 2014 opgerichte organisatie die Jezidi's steunt die slachtoffer waren van ISIS.
Hassoo is naast activist tevens model. Vanwege zijn modellenwerk werd hij naar eigen zeggen bedreigd en trok hij zich terug van deelname aan de Men Universe-verkiezingen in 2017. Hassoo heeft de master Politicologie aan de Vrije Universiteit Amsterdam gestudeerd.
Recentelijk hebben Wahhab en het team van NL Helpt Yezidi's een rapport uitgebracht waarin wordt beschreven hoe ISIS in volle vrijheid gebruikmaakte van socialemedianetwerken voor het verhandelen van Jezidi vrouwen en kinderen. Stichting NL Helpt Yezidi's, onder leiding van Wahhab Hassoo, is de eerste en enige organisatie die zich hardmaakt voor deze kwestie. Door dit rapport is Hassoo, naar eigen zeggen, meerdere keren beperkt op socialemedianetwerken Facebook en Instagram.
In een recent interview met Al Jazeera, samen met Nobelprijs voor de Vrede-winnares Nadia Murad, gaf Hassoo aan dat hij juist door vervolging van Jezidis door de jaren heen al jaren gastlessen geeft aan scholen verspreid door heel Nederland, zodat mensen begrijpen dat genocides en vervolging geen zaken uit het verleden zijn. “I have begun giving lectures and lessons to primary schools and also in universities, to companies, even to government institutions and ministries about the Yazidi genocide together with someone who survived the Holocaust. We believe that education as a Yazidi, as a person, but also as an organisation, is an effective way to make people aware about what has happened to us and build the case to bring justice,” zei Wahhab tegen Al Jazeera. Wahhab Hassoo werd op 26 september 2023 omschreven als een nieuw gezicht op de lijst van de kersverse Nederlandse politiek partij Nieuw Sociaal Contract, daarmee kondigt hij zich officieel aan als een kandidaat voor de Tweede Kamerverkiezingen.
Nederland heeft een belangrijke stap gezet richting gerechtigheid voor slachtoffers van ISIS-misdaden door plannen aan te kondigen voor de oprichting van een internationaal tribunaal voor de vervolging van misdaden, waaronder genocide, gepleegd door de terroristische groep. Wahhab Hassoo, mede-directeur van de Nederlandse NGO NL Helpt Yezidis, verwelkomde dit initiatief als historisch en essentieel voor het aanpakken van het lijden van de Yezidi-gemeenschap. De erkenning door de Nederlandse Tweede Kamer van de misdaden door ISIS als genocide in juli 2021 opende de weg voor deze stap, waarbij NL Helpt Yezidis volledige steun beloofde voor de inspanningen van de regering. 